# 八街バイパス
八街バイパス（やちまたバイパス）は千葉県八街市内を通過するバイパス道路である。千葉県道22号と千葉県道76号を結んでいる。

## 概要
八街市中心部における交通渋滞の減少や都市機能の改善、増進などを図るために2006年（平成18年）から計画されている都市計画道路である。都市計画道路3・4・3八街・神門線として整備されている。

## 沿革
- 2017年（平成29年）3月22日 : 八街市八街ほ「五区」交差点 - 八街ほ「（信号名 無し）」交差点（国道409号交点）開通[3][4][注釈 1]
- 2021年（令和3年）3月23日 : 八街市八街ほ「（信号名 無し）」交差点（国道409号交点） - 大木「大木」交差点（県道76号分岐点）開通により、全線開通[5]。

## 路線データ
- 起点：八街市八街ほ「五区」[注釈 2]交差点
- 終点：八街市八街に「（信号名 無し）」交差点[注釈 3]
- 総延長：3,200 m
- 実延長：3,200 m

### 道路施設
- 橋梁：大木跨線道路橋（総武本線）

## 地理
- 通過する自治体
  - 八街市八街ほ - 八街市大木 - 八街市八街に
- 交差する道路
  - 国道409号（八街ほ交差点）
  - 千葉県道22号千葉八街横芝線（現道）（大木交差点）
  - 千葉県道76号成東酒々井線（現道）（大木交差点）